# Aeropuerto Sir Gaëtan Duval
El Aeropuerto Sir Gaëtan Duval (IATA: RRG, OACI: FIMR), también conocido como el Aeropuerto de Plaine Corail, es el único aeropuerto de la isla mauriciana de Rodrigues. Está ubicado en el pueblo de Plaine Corail. El aeropuerto lleva el nombre de Sir Gaëtan Duval, antiguo vice primer ministro de Mauricio.

## Aerolíneas y destinos
En mayo de 2015 Air Austral se convirtió en la primera aerolínea en ofrecer vuelos internacionales a Rodrigues. Inicialmente daba servicio a Saint-Pierre, Reunión. La compañía comenzará vuelos a Saint-Denis a partir de abril de 2019. Air Mauritius también opera en el aeropuerto, enlazándolo con la capital mauriciana.